# Dolina (Tržič, Slovenija)
Dolina je naselje u slovenskoj Općini Tržiču. Dolina se nalazi u pokrajini Gorenjskoj i statističkoj regiji Gorenjskoj. 

## Stanovništvo
Prema popisu stanovništva iz 2002. godine naselje je imalo 70 stanovnika.